# 1996年のバレーボール
1996年のバレーボール（1996ねんのバレーボール）では、1996年（平成8年）のバレーボール関連の出来事をまとめる。

## できごと
- FIVB加盟（その29） - ミクロネシア連邦。

## 国際大会
- アトランタ五輪
  - 男子
  - 金メダル： オランダ
  - 銀メダル： イタリア
  - 銅メダル： ユーゴスラビア
  - 女子
  - 金メダル： キューバ
  - 銀メダル： 中国
  - 銅メダル： ブラジル

- ワールドリーグ
  - 1位： オランダ
  - 2位： イタリア
  - 3位： ユーゴスラビア

- ワールドグランプリ
  - 1位： ブラジル
  - 2位： キューバ
  - 3位： ロシア

## 国内大会

### 日本
- 第2回Vリーグ
  - 男子
    - 1位：NEC
    - 2位：新日鉄
    - 3位：JT
    - MVP：エドアルド・アルーダ

  - 女子
    - 1位：ユニチカ
    - 2位：NEC
    - 3位：東洋紡
    - MVP：佐伯美香

- 第45回全日本選手権
  - 男子
    - 1位：NEC
    - 2位：富士フイルム
    - 3位：サントリー、松下電器
    - 黒鷲賞：グリンバーム

  - 女子
    - 1位：ダイエー
    - 2位：NEC
    - 3位：ユニチカ、東洋紡
    - 黒鷲賞：カルバハル

## 誕生
- 11月5日 - サビーナ・アルシンベコバ（カザフスタン）

## 死去
- 4月18日 - 稲山壬子（元三洋電機監督）